# Selección femenina de waterpolo de China
La selección femenina de waterpolo de China es el equipo femenino de waterpolo que representa a China en los campeonatos de selecciones femeninas.
Participará en los Juegos Olímpicos de París de 2024.

## Resultados

### Juegos Olímpicos
- 2024: